# Sand in Taufers
Sand in Taufers (italià Campo Tures) és un municipi italià, dins de la província autònoma de Tirol del Sud. És un dels municipis del vall de Pustertal. L'any 2007 tenia 5.040 habitants. Està format per les fraccions d'Ahornach (Acereto), Kematen (Caminata di Tures), Mühlen in Taufers (Molini di Tures) i Rein in Taufers (Riva di Tures). Limita amb els municipis de Gais, Percha, Prettau, Rasen-Antholz, Sankt Jakob in Defereggen (Àustria), Mühlwald i Ahrntal.

## Situació lingüística
| Pertinença lingüística (cens 2001) | 96,72% alemany |
| Pertinença lingüística (cens 2001) | 2,94% italià   |
| Pertinença lingüística (cens 2001) | 0,33% ladí     |

## Administració

Territori comunal

| Període | Identitat            | Partit |
| ------- | -------------------- | ------ |
| 2004-   | Helmuth Innerbichler | SVP    |